# Arizona (filme de 1940)
Arizona (no Brasil, A Amazona de Tucson; em Portugal, Arizona), é um filme estadunidense de 1940, do género western, realizado por Wesley Ruggles, e protagonizado por Jean Arthur, William Holden e Warren William para a Columbia Pictures.
Foi o primeiro western da carreira de William Holden.

## Sinopse
Arizona é a história de uma mulher de coragem, bem determinada, arrogante e de temperamento dificil, de seu nome Phoebe Titus, que combate ferozmente a corrupção, enquanto tenta estabelecer-se na cidade corrupta de Arizona. Os seus caminhos amorosos se dirigirão a Peter Muncie, homem da Califórnia. Mas Phoebe é deixada sózinha e terá de se ocupar com os vilões corruptos Jefferson Carteret e Lazarus Ward, que vão tentar destruir a empresa de afretamento de Phoebe.

## Elenco
- Jean Arthur - Phoebe Titus
- William Holden - Peter Muncie
- Warren William - Jefferson Carteret
- Porter Hall - Lazarus Ward
- Edgar Buchanan - Judge Bogardus
- Paul Harvey - Solomon Warner
- George Chandler - Haley
- Byron Foulger - Pete Kitchen
- Regis Toomey - Grant Oury
- Paul Lopez - Estevan Ochoa
- Colin Tapley - Bart Massey
- Uvaldo Varela - Hilario Callego
- Earl Crawford - Joe Briggs
- Griff Barnett - Sam Hughes
- Ludwig Hardt - Meyer
- Pat Moriarity - Terry
- Frank Darien - Joe
- Syd Saylor - Timmins
- Wade Crosby - Longstreet
- Frank Hill - Mano
- Nina Campana - Teresa
- Addison Richards - Capt. Hunter